# Maurice Cloche
Maurice Cloche (Commercy, 17 giugno 1907 – Bordeaux, 20 marzo 1990) è stato un regista, sceneggiatore e produttore cinematografico francese.
Il suo film Monsieur Vincent ha vinto l'Oscar al miglior film straniero nel 1949.

## Filmografia
- Una parigina in provincia (Ces dames aux chapeaux verts) (1937)
- La vita è un'altra cosa (Le petit chose) (1938)
- Sotto i tetti di Montmartre (Sixième étage) (1939)
- Il fuoco sacro (Les feux sacré) (1942)
- Coeur de coq (1946)
- Monsieur Vincent (1947)
- Docteur Laennec (1948)
- Le minorenni (La cage aux filles) (1949)
- I bastardi (Né de père inconnu) (1950)
- La portatrice di pane (La porteuse de pain) (1950)
- Peppino e Violetta (1951)
- Domenica (Dimanche) (1952)
- L'ussaro fantasma (Les moineaux de Paris) (1952)
- Anime bruciate (Un missionaire) (1957)
- Adorables démons (1957)
- Mercanti di donne (Marchants de filles) (1957)
- Quand vient l'amour (1957)
- La legge del vizio (Filles de nuit) (1958)
- Prigioni di donne (Prisons de femmes) (1958)
- La grana (Le fric) (1959)
- Minorenni proibite (Bal de nuit) (1959)
- Fernandel, scopa e pennel (Cocagne) (1960)
- Non sparate alle bionde! (Touchez pas aux blondes) (1962)
- La portatrice di pane (La porteuse de pain) (1963)
- Caccia all'uomo (Requiem pour un caïd) (1964)
- Agente X-77 - ordine di uccidere (Baraka sur X 13) (1966)
- The Viscount - Furto alla banca mondiale (Le vicomte règle ses comptes) (1967)
- Un killer per Sua Maestà (1968)
- Ma tu sei Pietro (1973)